# Ctenus kingsleyi
Ctenus kingsleyi là một loài nhện trong họ Ctenidae.
Loài này thuộc chi Ctenus. Ctenus kingsleyi được Frederick Octavius Pickard-Cambridge miêu tả năm 1898.